# Caspar Georg Carl Reinwardt
Caspar Georg Carl Reinwardt, né le 3 juin 1773 à Lüttringhausen, aujourd'hui un quartier de la ville de Remscheid (Allemagne), et mort le 6 mars 1854, est un botaniste néerlandais.

## Biographie
Il obtient son doctorat à l'université de Harderwijk en 1801. Il récolte des spécimens botaniques à Java et dans les colonies asiatiques néerlandaises. Le nom de Reinwardt est associé le 18 mai 1817 à la fondation du Jardin botanique de Buitenzorg, d’une surface initiale de 47 hectares et dans lequel on cultive 900 espèces différentes. Il dirige l’institution jusqu’en 1822. Il enseigne la biologie, la géologie, l’histoire naturelle et la chimie à l’université de Leyde de 1823 à 1845. Il dirige le musée botanique de Harderwijk.
Le genre Reinwardtoena de la famille Columbidae lui a été dédié par Charles-Lucien Bonaparte (1803-1857) en 1854.